# Морис Трентинян
Морис Бенвену Жан Пол Трентинян (30 октомври 1917 г. Сейнт-Сеселе-Ле-Винес – 13 февруари 2005 г. Ним) е френски автомобилен състезател. Той се състезава във Формула 1 четиринадесет години, между 1950 и 1964 г., това е една от най-дългите кариери в ранните години на първенството. През това време той се състезава в спортни състезателни коли, включително и печели през 1954 г. 24-те часа на Льо Ман. След оттеглянето си от пистата Трентинян се съсредоточава върху търговията с вино.
Морис Трентинян е брат на пилота на Бугати Луи Трентинян – който загива през 1933 г. на тренировки в Перон, и е чичо на известния френски актьор Жан-Луи Трентинян.
Започва да се състезава през 1938 г. и печели през 1939 г. Голямата награда „Без граници“, но кариерата му е прекъсната от Втората световна война.

## Формула 1
През 1950 г. му е предложено да се състезава за отбора на Гордини в новосформираното Световното първенство във Формула 1. Той се състезава всяка година до пенсионирането си след сезон 1964 г. По време на тази дълга кариера Трентинян записва две победи, в Голямата награда на Монако през 1955 и 1958 г. Сезон 1954 и 1955 са най-успешни за него във Формула 1, като завършва 4-ти в шампионата при пилотите.
По време на кариерата си Трентинян управлявал огромно разнообразие от автомобили, и много различни отбори.